# Джаядратха
Джаядра́тха (санскр. जयद्रथ) — герой древнеиндийского эпоса «Махабхарата», правитель царства Синдху (из-за чего его также назвали Сайндхава), сын мудреца Вриддхакшатры и муж Духшалы — единственной сестры 100 братьев-кауравов.

## Похищение Драупади
Однажды Джаядратха увидел жену Пандавов Драупади и возжелал её. Когда Драупади отвергла его притязания, Джаядратха похитил её. Пандавы в это время находились в изгнании и жили в лесу. Когда они возвратились в свою хижину и не застали Драупади дома, Юдхиштхира послал на её поиски Бхиму и Арджуну. Двое витязей отыскали Джаядратху и захватив его в плен, привели к Юдхиштхире. Драупади убедила своих мужей не убивать Джаядратху и не оставлять вдовой его жену Духшалу. Вместо этого, она предложила обратиться с ним как с рабом. Бхима побрил Джаядратхе голову, оставив на ней лишь пять пучков волос, и отпустил его восвояси. Для кшатрия это было хуже смерти.

## Благословение от Шивы и от отца
Желая отомстить Пандавам за унижение, Джаядратха начал совершать суровые аскезы ради удовлетворения Шивы, который в конце концов явился перед ним. Джаядратха попросил Шиву даровать ему способность победить Пандавов в битве. Шива, однако, был не в состоянии дать это благословение. Вместо этого, он подарил Джаядратхе волшебную гирлянду, нося которую тот был бы способен сдерживать натиск Пандавов при условии, что рядом не было Арджуны и Кришны.
Однажды, Джаядратха встретил своего отца, мудреца Вриддхакшатру, и попросил у него благословение на то, что бы быть способным выбрать время своей смерти. Вриддхакшатра был не в состоянии даровать такое благословение и вместо этого объявил, что того, от чьей руки падёт голова сына, немедленно постигнет смерть: его голова взорвётся и распадётся на 100 частей.

## Битва на Курукшетре
В Битве на Курукшетре Джаядратха сражался на стороне Кауравов. На 13-й день битвы, когда Дрона сформировал Чакравьюху, Джаядратха воспользовался полученным от Шивы благословением и весь день удерживал натиск четырёх Пандавов, в то время как Кришна и Арджуна на другом конце поля битвы сражались с Сушармой и его братьями. Когда сын Арджуны Абхиманью проник внутрь Чакравьюхи, Джаядратха закрыл ему выход и Абхиманью погиб в неравном бою с Кауравами. Узрев способность Джаядратхи удерживать натиск сильнейших воинов мира, Пандавы пришли в неописуемую ярость. Арджуна, узнав о роли Джаядратхи в смерти Абхиманью, поклялся убить его до захода солнца на следующий день или покончить жизнь самоубийством, бросившись в огонь.

## Месть Арджуны
На следующий день, для защиты Джаядратхи от Арджуны Дрона сформировал комбинацию из трёх вьюх (военных построений). Бхима, Арджуна и Сатьяки втроём уничтожили 5 акшаухини армии Кауравов. Солнце почти зашло и Кришна, желая помочь своему другу выполнить клятву и спасти его жизнь, послал свою Сударшана-чакру и закрыл ей солнце, заставив противника поверить в то, что солнце уже закатилось. Кауравы пустились праздновать поражение Арджуны, а Джаядратха начал высмеивать его. Внезапно, Кришна отозвал назад Сударшана-чакру, и Солнце снова засветило на горизонте. По указанию Кришны Арджуна выстрелил мощной стрелой обезглавив Джаядратху. Зная о благословении отца Джаядратхи, Кришна попросил Арджуну пустить стрелу таким образом, чтобы она перенесла голову на колени медитировавшего неподалёку от поля битвы Вриддхакшатры. Когда голова Джаядратхи упала на колени отца, тот прервал свою медитацию и вскочил на ноги. Голова Джаядратхи скатилась на землю и в тот же момент голова Вриддхакшатры взорвалась и рассыпалась на 100 кусков.